# Sternidius punctatus
Sternidius punctatus es una especie de escarabajo longicornio del género Sternidius, tribu Acanthocinini, subfamilia Lamiinae. Fue descrita científicamente por Haldeman en 1847.
La especie se mantiene activa durante los meses de marzo, abril, mayo, junio, julio y agosto.

## Descripción
Mide 3,5-7 milímetros de longitud.

## Distribución
Se distribuye por Estados Unidos.